# Анне Полеска
Анне Полеска (нім. Anne Poleska, 20 лютого 1980) — німецька плавчиня.
Призерка Олімпійських Ігор 2004 року, учасниця 2000, 2008 років.
Призерка Чемпіонату світу з водних видів спорту 2005 року.
Призерка Чемпіонату Європи з водних видів спорту 2002 року.
Чемпіонка Європи з плавання на короткій воді 1999, 2001, 2004, 2005 років, призерка 1996, 1998, 2002, 2003, 2006, 2007 років.